# Rue Censier
La rue Censier est une voie située dans le quartier du Jardin-des-Plantes du 5e arrondissement de Paris. 

## Situation et accès
La rue Censier est accessible par la ligne de métro 7 à la station Censier – Daubenton.

## Origine du nom
Son nom actuel provient du nom originel, « rue Sans Chef », signifiant cul-de-sac.

## Historique
Initialement dénommée « rue Sans Chef », le nom  a ensuite dérivé en « rue Sancée », « rue Censée », « rue Sensée » ou « rue Sancier », puis « rue Censier, ». Il s'agissait initialement d'un cul-de-sac partant de la rue Mouffetard. Elle a également porté les noms de « rue Notre-Dame », « rue Vieille-Notre-Dame », « rue Saint-Jean » et dérivés.
Elle est citée sous le nom de « rue Sansier » dans un manuscrit de 1636.
Au niveau de la rue de Mirbel, elle est sur deux niveaux, raccordés par un escalier. Cet escalier date de la construction du campus Censier dans les années 1960 ; auparavant, la rue remontait de l'autre côté et n'était pas interrompue. La descente et l'escalier sont dus à un creux dans le terrain, appartenant à l'ancien lit de la Bièvre qui longeait la rue Censier à cet endroit,.
Un projet de restauration et renaturation de la Bièvre est en cours.

## Bâtiments remarquables et lieux de mémoire
- Aux nos 21-25, emplacement de l'ancien hôpital de la Miséricorde dit aussi des Cent-Filles, l'un des principaux établissements parisiens se consacrant aux jeunes orphelins sous l'Ancien Régime[6]. Le nom de Cent-Filles lui fut donné pour le distinguer de l'établissement du même nom de la rue Mouffetard.
- Au no 32, l'église Saint-Médard et le square Saint-Médard.
- Le Jardin des plantes, à sa fin.
- Le campus Censier, anciennement occupé par l'université Sorbonne Nouvelle - Paris 3 et antérieurement la halle aux cuirs et l'hospice des Cent-filles.

### Dans l'art
- En 1866, le peintre néerlandais Johan Barthold Jongkind la représente par un tableau.

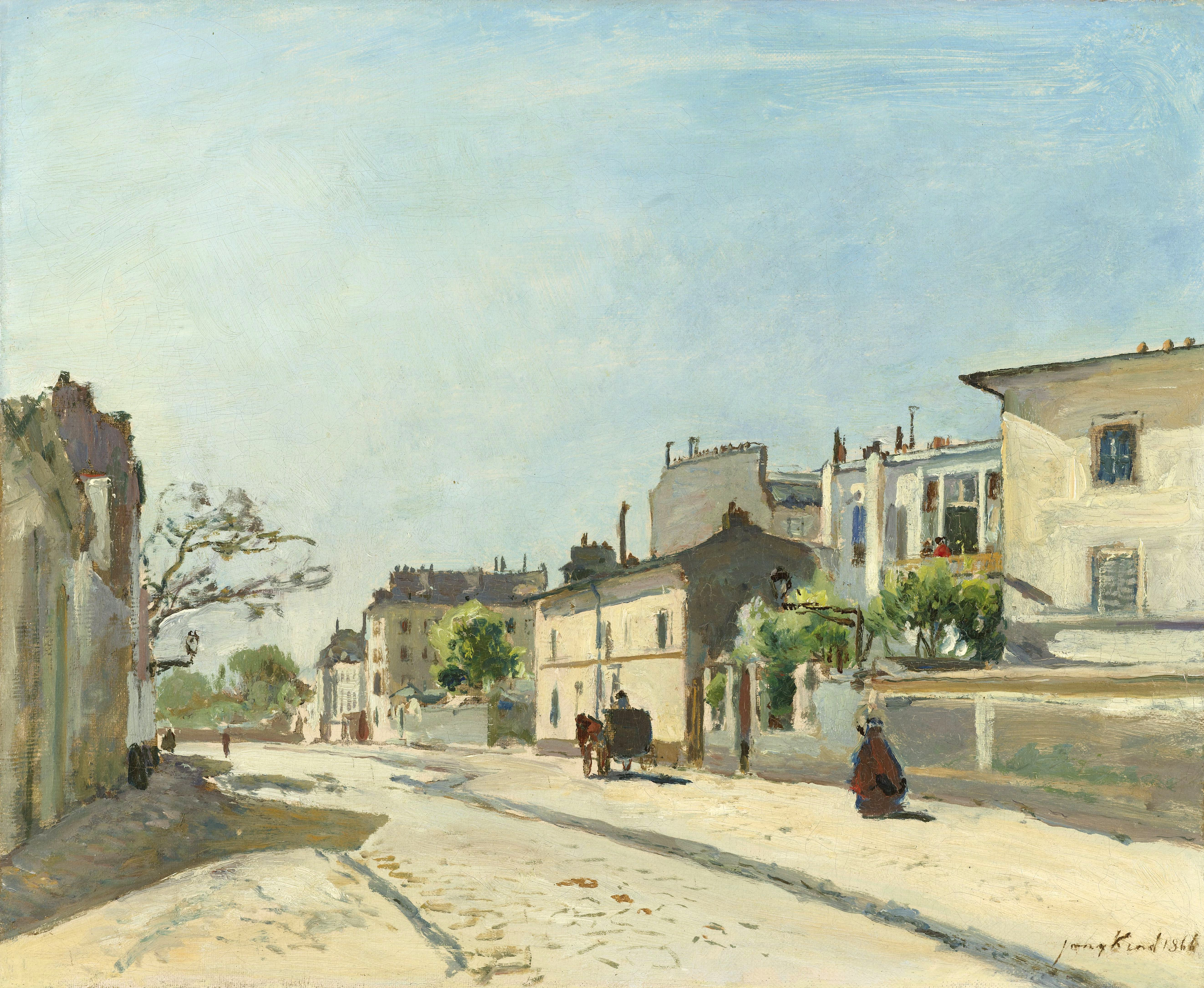
Rue Notre-Dame, par Johan Barthold Jongkind, Rijksmuseum Amsterdam (1866).
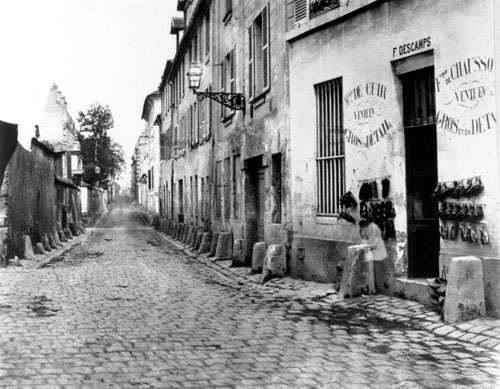
La rue vers 1870 (photographie de Charles Marville).